# Liste der Baudenkmäler in Rottach-Egern

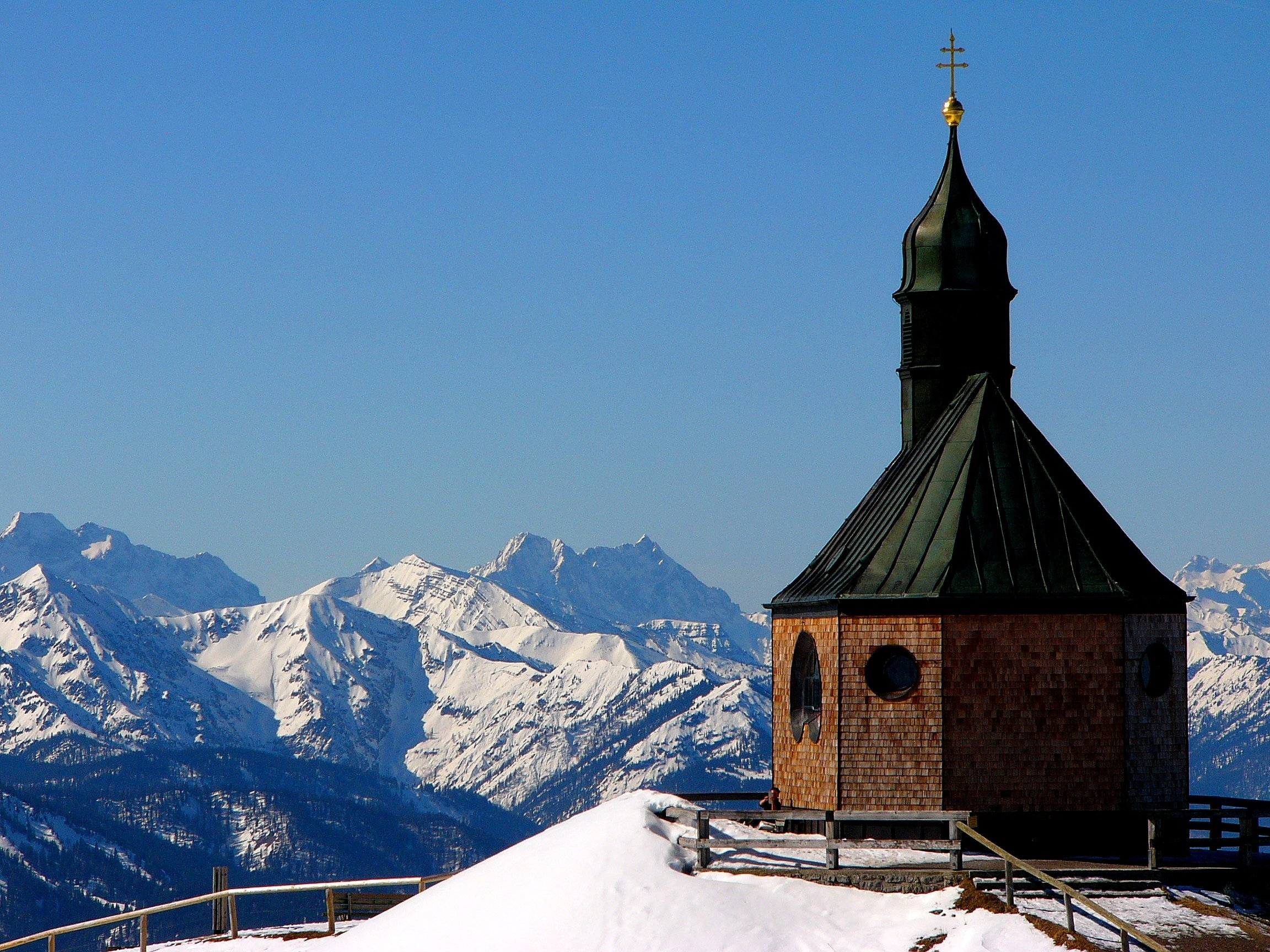
Kapelle Heiliges Kreuz auf dem Wallberg

Auf dieser Seite sind die Baudenkmäler in der oberbayerischen Gemeinde Rottach-Egern zusammengestellt. Diese Tabelle ist eine Teilliste der Liste der Baudenkmäler in Bayern. Grundlage ist die Bayerische Denkmalliste, die auf Basis des Bayerischen Denkmalschutzgesetzes vom 1. Oktober 1973 erstmals erstellt wurde und seither durch das Bayerische Landesamt für Denkmalpflege geführt wird. Die folgenden Angaben ersetzen nicht die rechtsverbindliche Auskunft der Denkmalschutzbehörde.

## Baudenkmäler nach Ortsteilen

### Rottach
| Lage                                | Objekt                                                         | Beschreibung | Akten-Nr.     | Bild                                                           |
| ----------------------------------- | -------------------------------------------------------------- | --- | ------------- | -------------------------------------------------------------- |
| Kißlingerstraße 25 (Standort)       | Evangelisch-Lutherische Auferstehungskirche                    | sechsseitiger Zentralbau mit weit herabgezogenem Satteldach und Dachreiter, von Olaf Andreas Gulbransson, 1955; mit Ausstattung | D-1-82-129-53 | weitere Bilder                                                 |
| Ludwig-Thoma-Straße 12 (Standort)   | Wohnteil eines ehemaligen Bauernhauses (sogenannt Beim Crepaz) | Flachsatteldachbau mit Blockbau-Obergeschoss, umlaufender Laube und verschalter Giebellaube, 18. Jahrhundert | D-1-82-129-2  | Wohnteil eines ehemaligen Bauernhauses (sogenannt Beim Crepaz) |
| Nördliche Hauptstraße 11 (Standort) | Postamt                                                        | zweigeschossiger Flachsatteldachbau im versachlichten Heimatstil mit Freitreppe und großem Wandgemälde im Giebelfeld, 1926, Wandbild von August Brandes, bezeichnet 1926. Postamt Erweiterung, Entwurf Oberpostdirektion München, Franz Holzhammer, Ausführung 1935                          | D-1-82-129-50 | weitere Bilder                                                 |
| Nördliche Hauptstraße 24 (Standort) | Wohn- und Geschäftshaus, sogenanntes Haus Greif                | zweigeschossiger langgestreckter Flachsatteldachbau mit durchfenstertem Kniestock und Balusterbalkons, 1887/88, 1957 durch Matthias Padua erneuert, 1978 nördlicher moderner Anbau. Obergeschoss und giebelseitiger Balusterlaube, 17./18. Jahrhundert, Dachaufbau 2. Hälfte 19. Jahrhundert | D-1-82-129-3  | Wohn- und Geschäftshaus, sogenanntes Haus Greif                |
| Salitererweg 12 (Standort)          | Ehem. Kleinbauernhaus                                          | Flachsatteldachbau mit verputztem Blockbau-Obergeschoss und giebelseitiger Balusterlaube, 17./18. Jh., Dachaufbau 2. Hälfte 19. Jh. | D-1-82-129-6  | Ehem. Kleinbauernhaus                                          |

### Egern
| Lage                               | Objekt                                    | Beschreibung | Akten-Nr.     | Bild                                      |
| ---------------------------------- | ----------------------------------------- | --- | ------------- | ----------------------------------------- |
| Aribostraße 1 (Standort)           | Landhaus                                  | zweigeschossiger Flachsatteldachbau im barockisierenden Heimatstil mit umlaufender Balusterlaube, teilverschalter Giebellaube, zwei Polygonalerkern, Wandmalereien und östlichem Terrassenausbau, von Leonhard Romeis, 1905 | D-1-82-129-10 | weitere Bilder                            |
| Seestraße 13 (Standort)            | Ehemals Bauernhaus                        | Flachsatteldachbau mit verschaltem Blockbau-Obergeschoss und Lauben, First bezeichnet 1793, Verschalung 2. Hälfte 19. Jahrhundert, ehemals Wirtschaftsteil zu Wohnzwecken modern ausgebaut | D-1-82-129-13 | Ehemals Bauernhaus                        |
| Seestraße 24 (Standort)            | Ehem. Fischer- oder Bauernhaus            | zweigeschossiger Flachsatteldachbau mit Blockbauobergeschoss und Hochlaube, bez. 1781 | D-1-82-129-72 | Ehem. Fischer- oder Bauernhaus            |
| Seestraße 27 (Standort)            | Villa Elisabeth                           | zweigeschossiger Flachsatteldachbau im Heimatstil auf Sockelgeschoss mit hohem verbretterten Zierfachwerk-Kniestock, Zwerchgiebeln und Lauben, 1895 | D-1-82-129-14 | weitere Bilder                            |
| Seestraße 38 (Standort)            | Inschriftentafel                          | Marmortafel in Putzrahmen, 1821; zur Erinnerung an die Schulstiftung durch König Max I. Joseph | D-1-82-129-15 | Inschriftentafel                          |
| Seestraße 55 (Standort)            | Pfarrhof                                  | zweigeschossiger Krüppelwalmdachbau über hohem Kellergeschoss mit Putzgliederung, Anfang 19. Jahrhundert, Mitte 20. Jahrhundert modern verändert. | D-1-82-129-16 | Pfarrhof                                  |
| Seestraße 57 (Standort)            | Katholische Pfarrkirche St. Laurentius    | spätgotischer Saalbau mit eingezogenem Chor und Nordturm, wohl von Alex Gugler, 1466, 1671/72 barockisiert; mit Ausstattung; Friedhofskapelle und ehemaliger Karner, spätgotischer Walmdachbau mit Dachreiter, 1508, seit 1966 Taufkapelle; Friedhof, Anlage mittelalterliche, mit Grabdenkmäler des 19. bis frühen 20. Jahrhunderts; Friedhofsmauer, wohl 17./18. Jahrhundert, südseitig 1892; Grabdenkmal, für Ludwig Thoma, 1921; Grabdenkmal, für Ludwig Ganghofer, 1920; Grabdenkmal, für Leo Slezak, 1946; Grabdenkmal, jüdische Grabstätte von Emil Mayr und Ida Mayr, 1929 | D-1-82-129-17 | weitere Bilder                            |
| Seestraße 61 (Standort)            | Gästehaus und ehemals Schlosserei Schmotz | zweigeschossiger Flachsatteldachbau im Heimatstil auf hohem Sockelgeschoss mit hohem Kniestock, seeseitigem Zwerchgiebel, Putzgliederung, Balusterbalkons und Vortreppe, 1877 | D-1-82-129-18 | Gästehaus und ehemals Schlosserei Schmotz |
| Seestraße 79 (Standort)            | Ehemals Austragshaus                      | kleiner zweigeschossiger Schopfwalmdachbau mit giebelseitigen Lauben, Anfang 19. Jahrhundert | D-1-82-129-19 | Ehemals Austragshaus                      |
| Südliche Hauptstraße 24 (Standort) | Künstlervilla und Ateliergebäude          | zweigeschossiger malerischer Halbwalmdachbau im Formen der deutschen Renaissance mit halbrundem Treppenhausturm, schweifgiebligen Zwerchhäusern und Fachwerkerker, von Architekten Ludloff, 1901 | D-1-82-129-51 | BW                                        |

### Ellmau
| Lage                | Objekt              | Beschreibung | Akten-Nr.     | Bild        |
| ------------------- | ------------------- | --- | ------------- | ----------- |
| Ellmau 1 (Standort) | Einfirsthof         | Flachsatteldachbau vermutlich mit verputztem Blockbau-Obergeschoss, zweiseitig umlaufender Laube, Giebelbalkon und Blockbau-Oberteilen am Wirtschaftsteil, Anfang 19. Jahrhundert, Blockbau-Teile im Kern 18. Jahrhundert | D-1-82-129-21 | BW          |
| Ellmau 3 (Standort) | Einfirsthof         | Flachsatteldachbau mit Blockbau-Obergeschoss, zweiseitig umlaufender Laube, teilverschalter Giebellaube und auskragendem Brettermantel am Wirtschaftsteil, 17. Jahrhundert                                                | D-1-82-129-22 | Einfirsthof |
| Ellmau 4 (Standort) | Einfirsthof         | westseitig verbretterter Flachsatteldachbau mit Blockbau-Obergeschoss, umlaufender Balusterlaube und teilverschalter Giebellaube, bezeichnet 1790                                                                         | D-1-82-129-23 | Einfirsthof |
| Ellmau 5 (Standort) | Ehemals Einfirsthof | historischer Blockbau-Oberstock am Neubau und Brettermantel mit Aussägearbeiten am Wirtschaftsteil, Oberstock Mitte des 18. Jahrhunderts, 1985/86 in Neubau übernommen                                                    | D-1-82-129-24 | BW          |

### Oberach
| Lage                              | Objekt                                           | Beschreibung | Akten-Nr.     | Bild                                             |
| --------------------------------- | ------------------------------------------------ | --- | ------------- | ------------------------------------------------ |
| Kapellenweg 11 (Standort)         | Blockbau-Oberstock eines ehemaligen Bauernhauses | 17. Jahrhundert, 1984/85 in Neubau übernommen. | D-1-82-129-33 | Blockbau-Oberstock eines ehemaligen Bauernhauses |
| Karl-Theodor-Straße 48 (Standort) | Ehemaliger Gasthof Glasl                         | Zweigeschossiger Flachsatteldachbau mit Wohn- bzw. Gasthausteil nach Osten und Wirtschaftsteil nach Westen, Wohnteil als verputzter Massivbau mit Balkonen und hölzerner doppelflügeliger Tür mit geschnitztem Dekor, Wirtschaftsteil im Obergeschoss verbrettert, an der Tür bezeichnet mit „1865“, in den 1930er Jahren umgestaltet. | D-1-82-129-28 | BW                                               |
| Nähe Kapellenweg (Standort)       | Kapelle                                          | kleiner Flachsatteldachbau, 1868, Glockenstuhl und Vordach 1965; mit Ausstattung | D-1-82-129-34 | Kapelle                                          |

### Sonnenmoos
| Lage                           | Objekt             | Beschreibung | Akten-Nr.     | Bild               |
| ------------------------------ | ------------------ | --- | ------------- | ------------------ |
| Sonnenmoosstraße 43 (Standort) | Ehemals Bauernhaus | zweigeschossiger verschalter Blockbau mit Flachsatteldach, umlaufender Baluster- und teilverschalter Giebellaube, First bezeichnet 1780 | D-1-82-129-38 | Ehemals Bauernhaus |

### Staudach
| Lage                        | Objekt             | Beschreibung | Akten-Nr.     | Bild               |
| --------------------------- | ------------------ | --- | ------------- | ------------------ |
| Fürstenstraße 21 (Standort) | Ehemals Bauernhaus | Flachsatteldachbau mit Blockbau-Obergeschoss, zweiseitig umlaufender Laube und teilverschalter Giebellaube, First bezeichnet 1756, im 19. Jahrhundert westseitig erweitert | D-1-82-129-41 | Ehemals Bauernhaus |
| Fürstenstraße 30 (Standort) | Villa Svendson     | zweigeschossiger Flachsatteldachbau im alpenländischen Heimatstil mit umlaufender Balusterlaube, Giebellauben, kleiner eingangsseitiger Vorhalle und Kastenerkern, 1907    | D-1-82-129-42 | Villa Svendson     |

### Weißach
| Lage                                         | Objekt                             | Beschreibung | Akten-Nr.     | Bild                              |
| -------------------------------------------- | ---------------------------------- | --- | ------------- | --------------------------------- |
| Fürstenstraße 5; Edelweißstraße 4 (Standort) | Landhaus, sogenanntes Radolinhaus  | langgestreckter zweigeschossiger Halbwalmdachbau mit Zwerchgiebeln und Balkons, um 1822; Nebengebäude, zweigeschossiger Halbwalmdachbau, um 1822; Villengarten, kleine Parkanlage im englischen Stil, um 1822 | D-1-82-129-39 | Landhaus, sogenanntes Radolinhaus |
| Fürstenstraße 8; Fürstenstraße 10 (Standort) | Landhaus, sogenanntes Kobellhaus   | zweigeschossiger Flachsatteldachbau im alpenländischen Heimatstil mit durchfenstertem Kniestock, Balkons und laubenartigem Vorhäuschen, um 1840; Nebengebäude, langgestreckter Flachsatteldachbau im alpenländischen Heimatstil mit Kniestock und Balkons, um 1840; Villengarten, Parkanlage im englischen Stil, um 1840 | D-1-82-129-40 | BW                                |
| Ringbergstraße 22 (Standort)                 | Wohnhaus und ehemals Leistenfabrik | zweigeschossiger langgestreckter Flachsatteldachbau in biedermeierlichen Formen mit durchfenstertem Kniestock, giebelseitigen Balusterbalkons und langer südseitiger Balusterlaube, Mitte 19. Jahrhundert | D-1-82-129-47 | BW                                |
| Ringbergstraße 24 (Standort)                 | Ehemals Bauernhaus                 | Flachsatteldachbau mit Blockbau-Obergeschoss, zweiseitig umlaufender Laube und teilverschalter Giebellaube, 1780 | D-1-82-129-48 | Ehemals Bauernhaus                |
| Ringbergstraße 26 (Standort)                 | Hofkapelle                         | kleiner Satteldachbau mit offenem Säulenvorbau, bezeichnet 1843; mit Ausstattung | D-1-82-129-49 | Hofkapelle                        |

## Andere Ortsteile

### Berg
| Lage              | Objekt      | Beschreibung | Akten-Nr.    | Bild |
| ----------------- | ----------- | --- | ------------ | ---- |
| Berg 2 (Standort) | Einfirsthof | Flachsatteldachbau mit Blockbau-Obergeschoss, zweiseitig umlaufender Laube und teilverschalter Giebellaube, 18. Jahrhundert | D-1-82-129-7 | BW   |

### Brandstatt
| Lage                    | Objekt     | Beschreibung | Akten-Nr.    | Bild           |
| ----------------------- | ---------- | --- | ------------ | -------------- |
| Brandstatt 1 (Standort) | Hofkapelle | kleiner barocker Steilsatteldachbau mit profilierten Balkenköpfen, Ende 18. Jahrhundert; mit Ausstattung | D-1-82-129-8 | weitere Bilder |
| Brandstatt 3 (Standort) | Bauernhaus | Flachsatteldachbau mit Blockbau-Obergeschoss, zweiseitig umlaufender Laube und teilverschalter Giebellaube, Ende 17. Jahrhundert; Ehemals Getreidekasten, erdgeschossiger Flachsatteldach-Blockbau, wohl 18. Jahrhundert, aus Lenggries; Ehemals Getreidekasten, erdgeschossiger Flachsatteldach-Blockbau, bezeichnet 1742, aus Markt Schwaben | D-1-82-129-9 | BW             |

### Erlach
| Lage                | Objekt             | Beschreibung | Akten-Nr.     | Bild |
| ------------------- | ------------------ | --- | ------------- | ---- |
| Erlach 1 (Standort) | Ehemals Bauernhaus | Flachsatteldachbau mit Blockbau-Obergeschoss, zweiseitig umlaufender Laube und verschalter Giebellaube, 2. Hälfte 17. Jahrhundert                 | D-1-82-129-26 | BW   |
| Erlach 3 (Standort) | Einfirsthof        | Flachsatteldachbau mit Blockbau-Obergeschoss, zweiseitig umlaufender Laube, verschalter Giebellaube und Blockbau-Tenne, 1. Hälfte 18. Jahrhundert | D-1-82-129-27 | BW   |

### Hagrain
| Lage                              | Objekt     | Beschreibung | Akten-Nr.     | Bild |
| --------------------------------- | ---------- | --- | ------------- | ---- |
| Ludwig-Thoma-Straße 26 (Standort) | Bauernhaus | biedermeierlicher Flachsatteldachbau mit Giebelbalkon, profilierten Balkenköpfen und verschaltem Vordach, 1827, Fassadenmalerei modern | D-1-82-129-29 | BW   |

### Kalkofen
| Lage                  | Objekt                                                 | Beschreibung                                                                                 | Akten-Nr.     | Bild |
| --------------------- | ------------------------------------------------------ | -------------------------------------------------------------------------------------------- | ------------- | ---- |
| Kalkofen 3 (Standort) | Ehemals Getreidekästen, jetzt Gaststätte und Brennerei | erdgeschossige hakenförmig angeordnete Flachsatteldach-Blockbauten, 1576 und 17. Jahrhundert | D-1-82-129-31 | BW   |

### Kühzagl
| Lage                  | Objekt    | Beschreibung                                                                                        | Akten-Nr.     | Bild |
| --------------------- | --------- | --------------------------------------------------------------------------------------------------- | ------------- | ---- |
| In Kühzagl (Standort) | Brechlbad | Brechlbad, erdgeschossiger massiver Flachsatteldachbau mit Außenfeuerung, 1. Hälfte 19. Jahrhundert | D-1-82-129-32 | BW   |

### Schorn
| Lage                          | Objekt | Beschreibung                                                              | Akten-Nr.     | Bild  |
| ----------------------------- | ------ | ------------------------------------------------------------------------- | ------------- | ----- |
| Ganghoferstraße 15 (Standort) | Villa  | zweigeschossiger neuklassizistischer Walmdachbau mit Putzgliederung, 1907 | D-1-82-129-35 | Villa |

### Unterwallberg
| Lage                       | Objekt     | Beschreibung | Akten-Nr.     | Bild |
| -------------------------- | ---------- | --- | ------------- | ---- |
| Unterwallberg 3 (Standort) | Bauernhaus | Flachsatteldachbau mit verbrettertem Blockbau-Obergeschoss, zweiseitig umlaufender Laube und teilverschalter Giebellaube, 18. Jahrhundert, Dachaufbau und Erneuerung Ende 19. Jahrhundert | D-1-82-129-44 | BW   |

### Wallberg
| Lage                        | Objekt                | Beschreibung                                                                          | Akten-Nr.     | Bild           |
| --------------------------- | --------------------- | ------------------------------------------------------------------------------------- | ------------- | -------------- |
| Wallbergkircherl (Standort) | Bergkapelle Hl. Kreuz | verschindelter neubarocker Bau mit Dachreiter, von Hans Schurr, 1907; mit Ausstattung | D-1-82-129-46 | weitere Bilder |

## Almen, Jagdhütten und Holzerstuben

### Ankerstube
| Lage                  | Objekt                                               | Beschreibung | Akten-Nr.     | Bild                                    |
| --------------------- | ---------------------------------------------------- | --- | ------------- | --------------------------------------- |
| Anker 1 (Standort)    | Forstdiensthütte, sogenannte Ankerstube              | Flachsatteldachbau mit teilweise verbrettertem Blockbau-Obergeschoss, Kniestock und Außentreppe, bezeichnet 1867 | D-1-82-129-52 | Forstdiensthütte, sogenannte Ankerstube |
| Rotzigmoos (Standort) | Jagdhütte, nördliche Hütte der sogenannte Ankerstube | erdgeschossiger Holzbohlenbau mit weit vorkragendem Flachsatteldach, bezeichnet 1906; mit Ausstattung; Jagdhütte, mittlere Hütte der sogenannte Ankerstube, erdgeschossiger Holzbohlenbau mit vorkragendem Flachsatteldach, 1906–16; Jagdhütte, westliche Hütte der sogenannte Ankerstube, erdgeschossiger Holzbohlenbau mit Flachsatteldach, bezeichnet 1906 | D-1-82-129-58 | weitere Bilder                          |

### Bernaueralm
| Lage                    | Objekt                                            | Beschreibung | Akten-Nr.     | Bild |
| ----------------------- | ------------------------------------------------- | --- | ------------- | ---- |
| Bernauer Alm (Standort) | Almhütte, obere Hütte der sogenannten Bernaueralm | erdgeschossiger, teilweise verschindelter bzw. verbretterter Blockbau über Bruchsteinsockel mit Flachsatteldach, bezeichnet 1809 und 1947 | D-1-82-129-59 | BW   |

### Blankensteinalm
| Lage                       | Objekt                               | Beschreibung                                                                                                  | Akten-Nr.     | Bild |
| -------------------------- | ------------------------------------ | --- | ------------- | ---- |
| Blankensteinalm (Standort) | Almhütte, sogenannte Blankensteinalm | erdgeschossiger, teilweise verschindelter Blockbau über Bruchsteinsockel mit Flachsatteldach, bezeichnet 1903 | D-1-82-129-56 | BW   |

### Bodenalm
| Lage                  | Objekt                                          | Beschreibung | Akten-Nr.     | Bild |
| --------------------- | ----------------------------------------------- | --- | ------------- | ---- |
| Bodenalm 3 (Standort) | Almhütte, untere Hütte der sogenannten Bodenalm | Erdgeschossiger verschindelter Blockbau über hohem Bruchsteinsockel mit Flachsatteldach, bezeichnet 1809 und 1948                                                                                | D-1-82-129-67 | BW   |
| Bodenalm 4 (Standort) | Almhütte, obere Hütte der sogenannten Bodenalm  | Erdgeschossiger, teilweise verschindelter beziehungsweise verbretterter Blockbau über Bruchsteinsockel mit Flachsatteldach und Giebellaube, bezeichnet 1803 und 1925, 1925 vergrößert und erhöht | D-1-82-129-68 | BW   |

### Lämmeralm
| Lage                        | Objekt                            | Beschreibung | Akten-Nr.     | Bild                           |
| --------------------------- | --------------------------------- | --- | ------------- | ------------------------------ |
| Lämmeralm (Standort)        | Almhütte, sogenannte Lämmeralm    | erdgeschossiger, teilweise verbretterter Blockbau über verputztem Steinsockel mit Flachsatteldach, bezeichnet 1832 | D-1-82-129-60 | Almhütte, sogenannte Lämmeralm |
| Mitterthaler Alm (Standort) | Almhütte, sogenannte Mittertalalm | erdgeschossiger, teilweise verbretterter Blockbau mit Flachsatteldach, bezeichnet 1816                             | D-1-82-129-62 | BW                             |

### Schönleitenalm
| Lage                      | Objekt                                               | Beschreibung | Akten-Nr.     | Bild |
| ------------------------- | ---------------------------------------------------- | --- | ------------- | ---- |
| Schönleitenalm (Standort) | Almhütte, obere Hütte der sogenannten Schönleitenalm | erdgeschossiger, teilweise verbretterter Blockbau über Bruchsteinsockel mit Flachsatteldach, Ende 18. Jahrhundert | D-1-82-129-65 | BW   |

### Sieblialm
| Lage                 | Objekt                                    | Beschreibung                                                                              | Akten-Nr.     | Bild                                      |
| -------------------- | ----------------------------------------- | ----------------------------------------------------------------------------------------- | ------------- | ----------------------------------------- |
| Siebelalm (Standort) | Forsthütte, sogenannte Siebli-Winterhütte | zweigeschossiger Blockbau mit Flachsatteldach, giebelseitiger Laube und Außentreppe, 1926 | D-1-82-129-55 | Forsthütte, sogenannte Siebli-Winterhütte |

### S' Niedeialm
| Lage                   | Objekt                                            | Beschreibung                                                                                   | Akten-Nr.     | Bild |
| ---------------------- | ------------------------------------------------- | ---------------------------------------------------------------------------------------------- | ------------- | ---- |
| Kühzaglholz (Standort) | Almhütte, Obere Hütte der Niedeialm               | erdgeschossiger Blockbau über Bruchsteinsockel mit Flachsatteldach, First bezeichnet 1857.     | D-1-82-129-54 | BW   |
| Kühzaglholz (Standort) | Almhütte, sogenannte Sumperer Hütte der Niedeialm | erdgeschossiger Blockbau mit Flachsatteldach über Bruchsteinsockel, wohl 1851, bezeichnet 1884 | D-1-82-129-69 | BW   |

### Stolzenalm
| Lage                  | Objekt                          | Beschreibung                                                                 | Akten-Nr.     | Bild |
| --------------------- | ------------------------------- | ---------------------------------------------------------------------------- | ------------- | ---- |
| Stolzenalm (Standort) | Almhütte, sogenannte Stolzenalm | erdgeschossiger verbretterter Blockbau mit Flachsatteldach, bezeichnet 1845. | D-1-82-129-63 | BW   |

### Valeppalm
| Lage                 | Objekt                               | Beschreibung                                                                                                 | Akten-Nr.     | Bild                                 |
| -------------------- | ------------------------------------ | --- | ------------- | ------------------------------------ |
| Valeppalm (Standort) | Almhütte, sogenannte Weiße Valeppalm | erdgeschossiger, teilweise verbretterter Blockbau über Bruchsteinsockel mit Flachsatteldach, bezeichnet 1843 | D-1-82-129-64 | Almhütte, sogenannte Weiße Valeppalm |

### Wechselalm
| Lage                  | Objekt                     | Beschreibung | Akten-Nr.     | Bild |
| --------------------- | -------------------------- | --- | ------------- | ---- |
| Wechselalm (Standort) | Alm, sogenannte Wechselalm | Almhütte, erdgeschossiger Blockbau mit Flachsatteldach, bezeichnet 1855; Stadel, zwei Holzbohlenbauten unter gemeinsamem Flachsatteldach, wohl 1. Hälfte 19. Jahrhundert | D-1-82-129-66 | BW   |

### Zwiselstube
| Lage                            | Objekt                                   | Beschreibung                                                                               | Akten-Nr.     | Bild                                     |
| ------------------------------- | ---------------------------------------- | ------------------------------------------------------------------------------------------ | ------------- | ---------------------------------------- |
| Nähe Valepper Straße (Standort) | Forstdiensthütte, sogenannte Zwiselstube | Flachsatteldachbau mit Blockbau-Obergeschoss, Giebellaube und Außentreppe, bezeichnet 1855 | D-1-82-129-57 | Forstdiensthütte, sogenannte Zwiselstube |

## Ehemalige Baudenkmäler
In diesem Abschnitt sind Objekte aufgeführt, die früher einmal in der Denkmalliste eingetragen waren, jetzt aber nicht mehr. Objekte, die in anderem Zusammenhang – also z. B. als Teil eines Baudenkmals – weiter eingetragen sind, sollen hier nicht aufgeführt werden. Aktennummern in diesem Abschnitt sind ehemalige, jetzt nicht mehr gültige Aktennummern.

| Lage                                                | Objekt                                      | Beschreibung | Akten-Nr.     | Bild                                       |
| --------------------------------------------------- | ------------------------------------------- | --- | ------------- | ------------------------------------------ |
| Egern Seestraße 3 (Standort)                        | Ehemaliges Bauernhaus, jetzt Geschäftshaus  | Erhaltener Ostgiebel mit Balusterlaube, Laubentür und Giebellaube, Ende 18. Jahrhundert.                                                                                 | D-1-82-129-?  | Ehemaliges Bauernhaus, jetzt Geschäftshaus |
| Ellmau 6 (Standort)                                 | Wohnteil eines ehemaligen Bauernhauses      | Flachsatteldachbau mit Blockbau-Obergeschoss, zweiseitig umlaufender Laube und teilverschalter Giebellaube, 18. Jahrhundert, Verschalung und Lauben Ende 19. Jahrhundert | D-1-82-129-25 | BW                                         |
| Egern Nähe Überfahrtstraße; Seestraße 38 (Standort) | Bootshütte der ehemaligen Villa Arco-Valley | erdgeschossiger klassizisierender Holzbau mit Flachsatteldach, übergiebelter Einfahrt und hölzerner Lisenengliederung, Mitte 19. Jahrhundert                             | D-1-82-132-74 | BW                                         |